# Epimelitta aglaia
Epimelitta aglaia är en skalbaggsart som först beskrevs av Newman 1840.  Epimelitta aglaia ingår i släktet Epimelitta och familjen långhorningar. Inga underarter finns listade i Catalogue of Life.